# Kalayaan bonifacioi
Kalayaan bonifacioi är en kvalsterart som beskrevs av Corpuz-Raros 1998. Kalayaan bonifacioi ingår i släktet Kalayaan och familjen Otocepheidae. Inga underarter finns listade i Catalogue of Life.